# Jordfast sten
Jordfast sten spelade en viss roll i den folkliga magin och i folkmedicinen. För att skydda sig mot sjukdomar skulle man sittande på en sådan sten läsa besvärjelser, eller också skulle man gå runt den tre gånger. Regnvatten, som samlats på en jordfast sten, botade sjukdomar. En nyköpt ko leddes omkring en dylik sten för att inte längta till sitt gamla hem.